# MFC Ayat
L'Ayat è una squadra kazaka di calcio a 5, fondata nel 1985 con sede a Rudnyj.

## Palmarès
- Campionato kazako: 1

1998-99